# Belfort

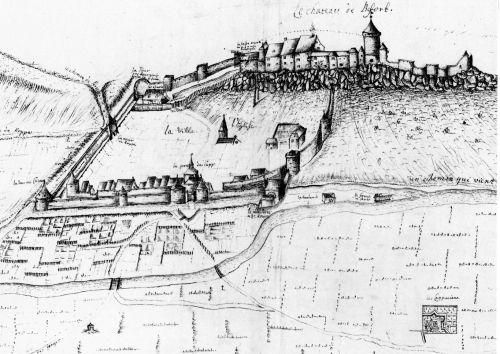
Belfort 1675

Karte von Belfort, um 1750

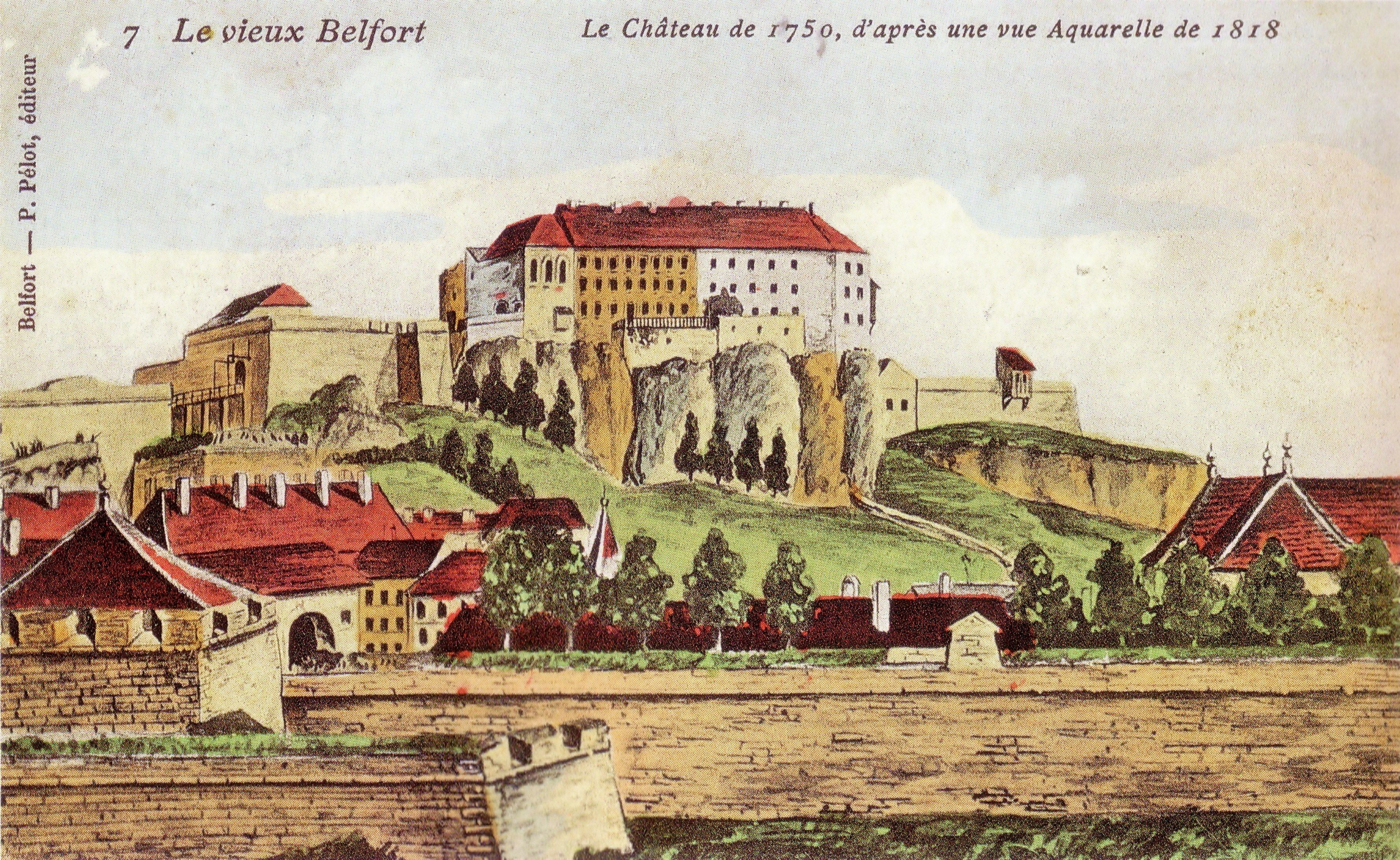
Ansicht von Belfort (Aquarell) aus dem Jahr 1818

Der Löwe, Wahrzeichen Belforts

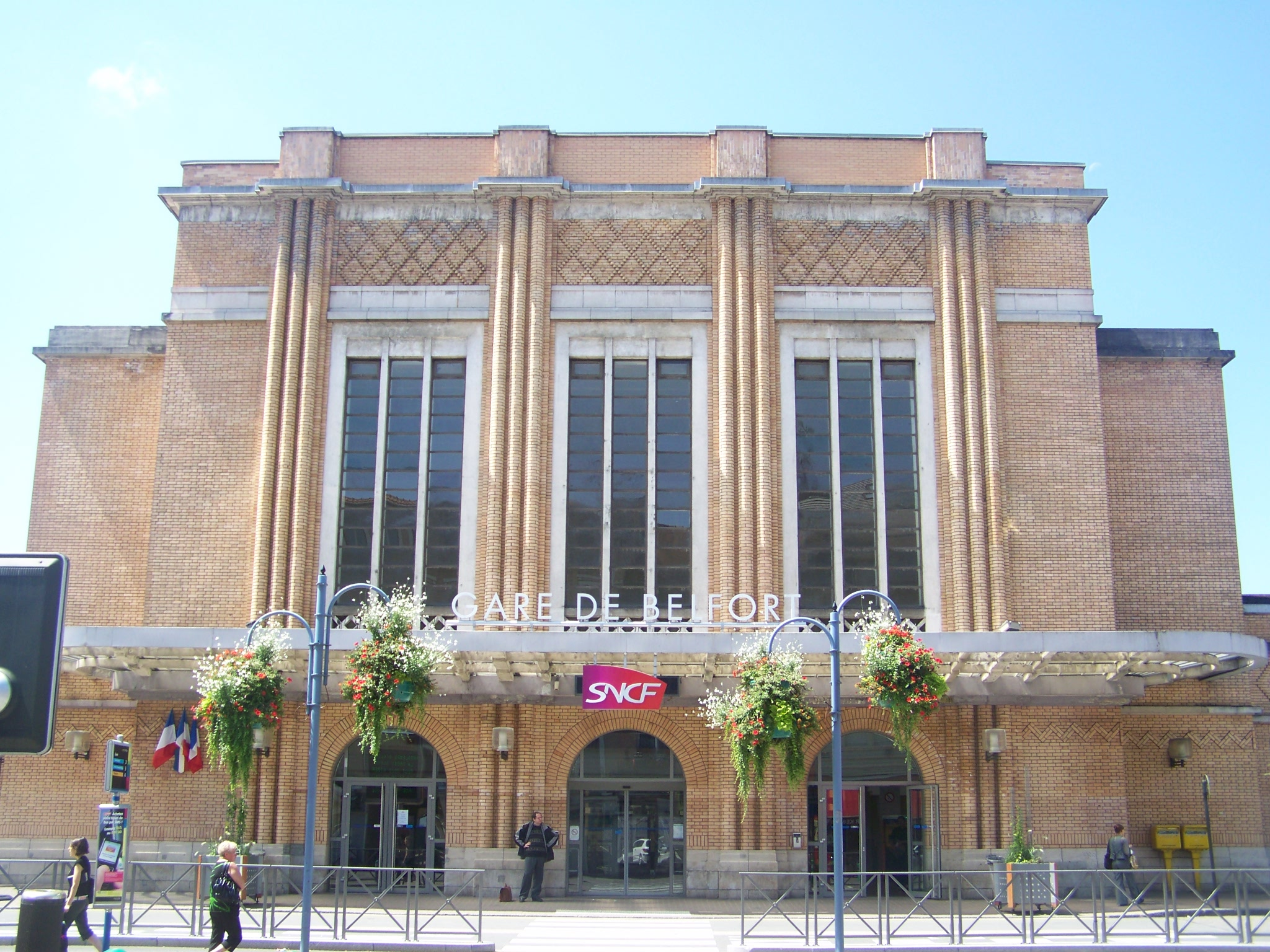
Der Bahnhof von Belfort

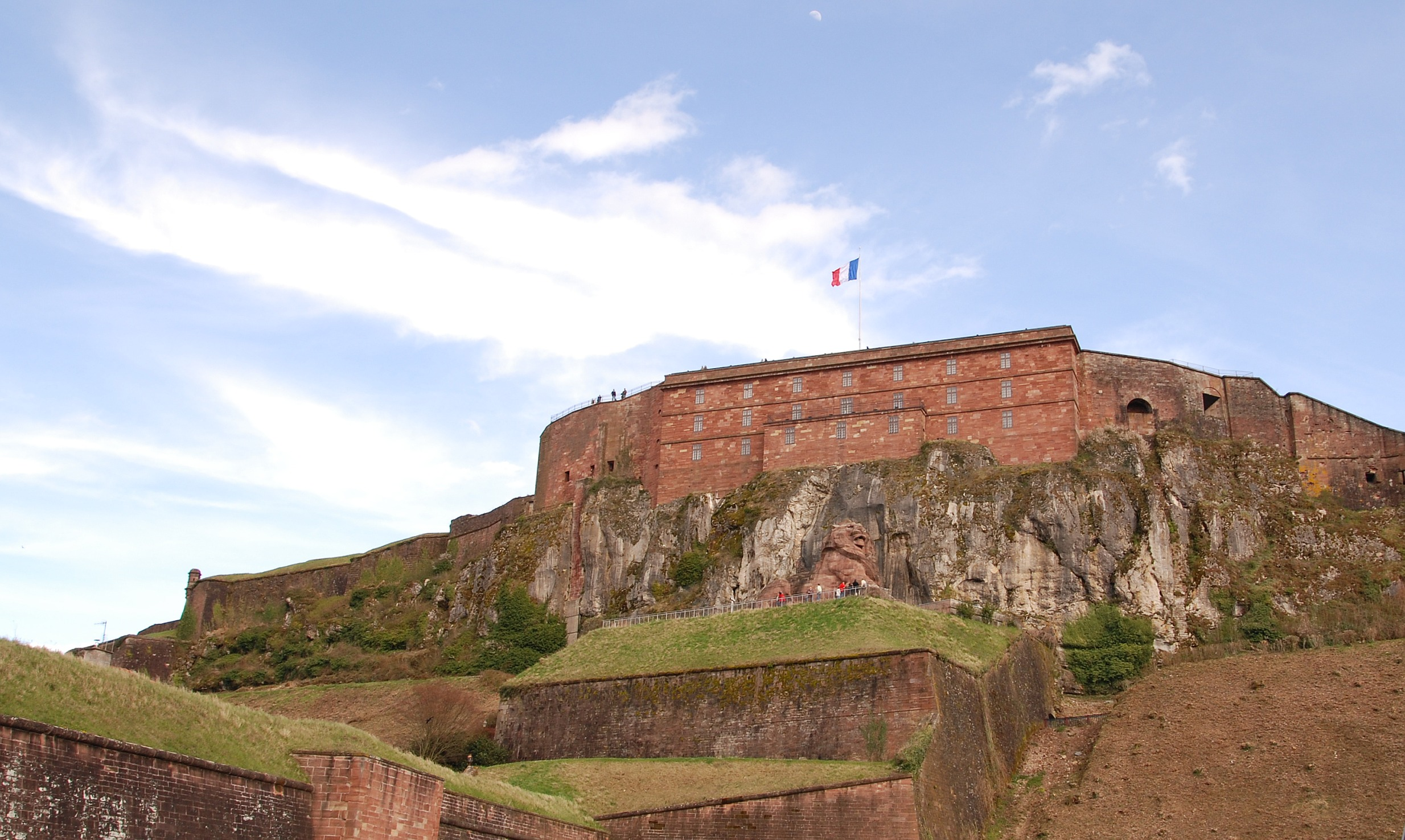
Die Zitadelle

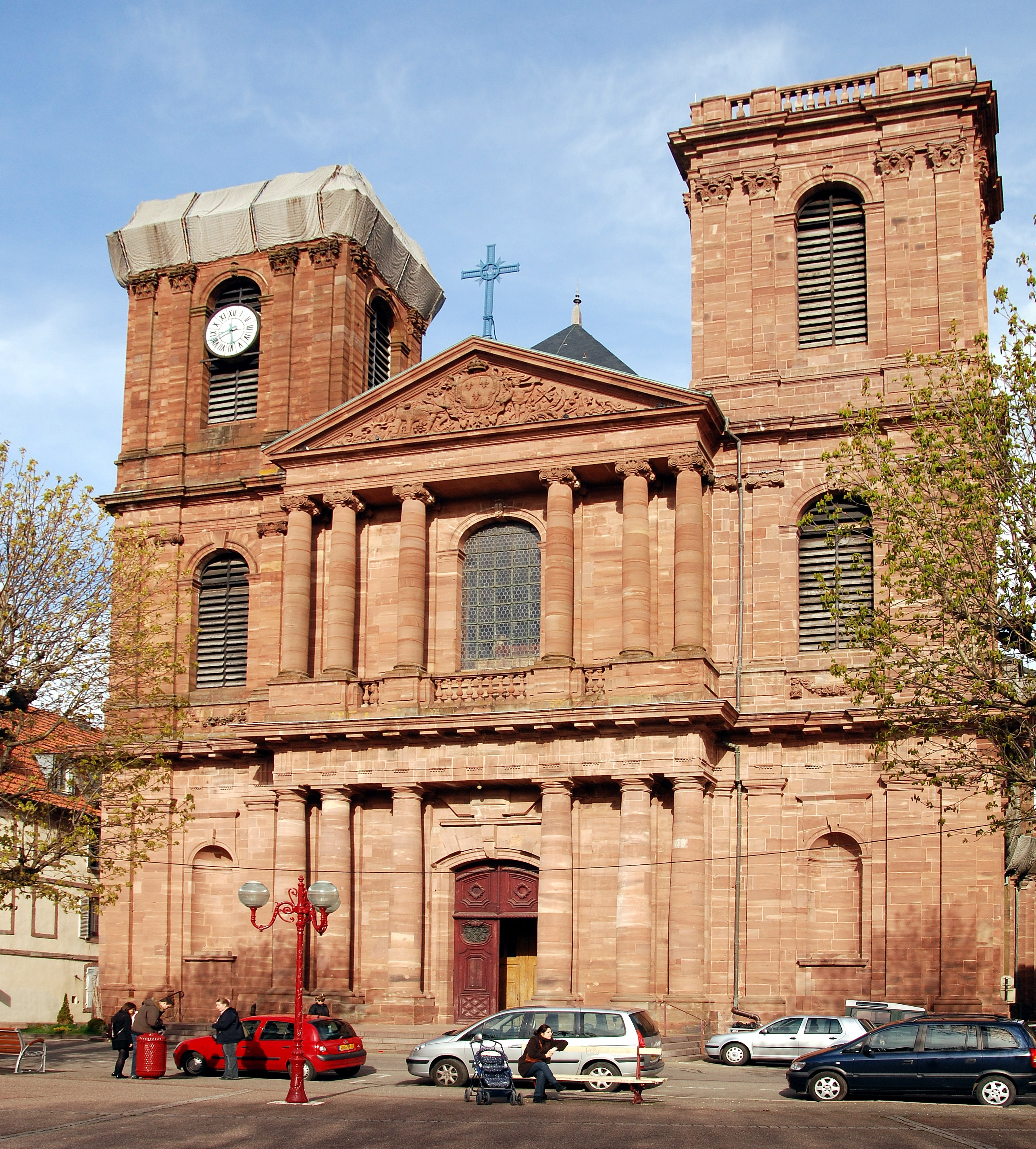
Kathedrale Saint-Christophe

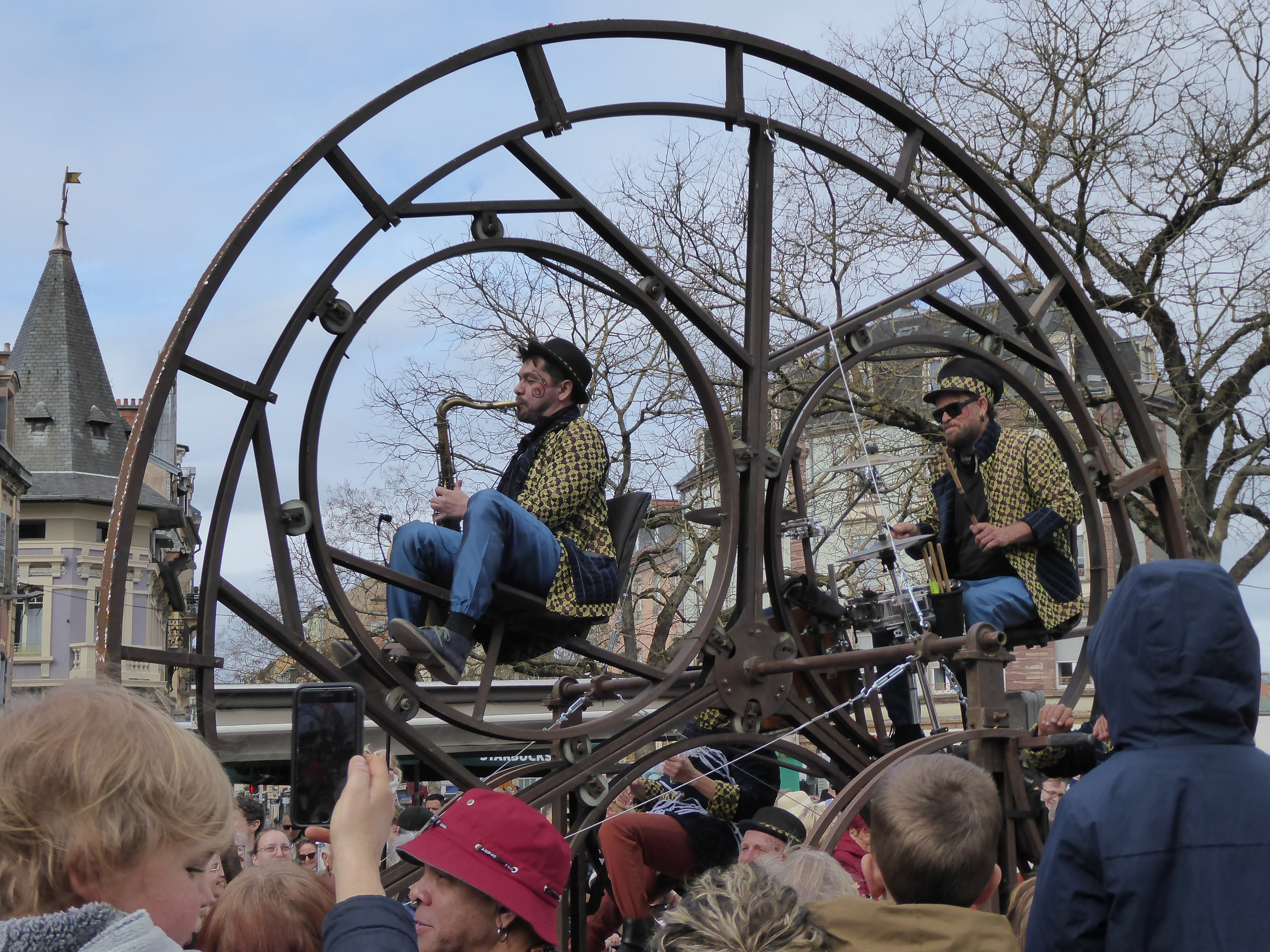
Am Carnaval de Belfort im März 2025

Belfort [bɛlfɔʁ] (deutsch veraltet Beffert, Beffort oder Befort) ist eine Industrie- und Garnisonsstadt in Ostfrankreich etwa 50 Kilometer südwestlich von Mülhausen. Die Stadt ist Verwaltungssitz (chef-lieu) des Départements Territoire de Belfort und hat 45.646 Einwohner (1. Januar 2022), die Belfortains und Belfortaines genannt werden.
Die Stadt erhielt 2023 die Auszeichnung „Vier Blumen“, die vom Conseil national des villes et villages fleuris (CNVVF) im Rahmen des jährlichen Wettbewerbs der blumengeschmückten Städte und Dörfer verliehen wird.

## Geschichte

### Mittelalter und Frühe Neuzeit
Belfort (lateinisch Belfortum) wurde 1226 im Friedensvertrag von Grandvillars (Granweiler/Granwiller) zum ersten Mal schriftlich erwähnt. Der Name taucht im Mittelalter und der frühen Neuzeit in verschiedenen Formen auf, so als [In castro de] Belfort (1226), [Castrum meum] Bellofortem (1228), [Mag. Willelmus de] Belloforti [clericus] (1284), Biafort (1303), [Ad ecclesiam de] Belloforti / [ecclesie] Bellifortis (1342), [Sloss / Statt und herrschafft] Beffort (1492), Befurt (1644), Belfort (1659).
Bedingt durch ihre Lage in der Burgundischen Pforte war die Stadt früher von großer strategischer Bedeutung. Bis zum Westfälischen Frieden 1648 gehörte das französischsprachige Belfort zum habsburgischen Sundgau und zum Heiligen Römischen Reich, danach zu Frankreich. Ab 1686 wurde die Zitadelle der Stadt von Vauban im Auftrag von Ludwig XIV. zur Festung ausgebaut, die Stadt ummauert und mit einer Vielzahl heute noch erhaltener wehrhafter Türme versehen.

### 19. Jahrhundert
Vom Dezember 1813 bis April 1814 widerstand die Festung 113 Tage lang unter dem Kommandeur Legrand einer Belagerung der Koalitionsarmee von Österreichern, Bayern und Russen. Im Juni/Juli 1815 leistete General Lecourbe mit 8.000 Mann erfolgreich Widerstand gegen eine Armee von 40.000 Österreichern.

Im Deutsch-Französischen Krieg 1870/71 widerstanden die Truppen unter Oberst Pierre Marie Philippe Aristide Denfert-Rochereau 103 Tage lang einer Belagerung durch Preußen; erst auf ausdrücklichen Befehl der französischen Regierung wurden Festung und Stadt am 16. Februar 1871 den feindlichen Truppen übergeben, die die Festung teilweise schleiften.
Im Frieden von Frankfurt 1871 wurde das Territoire de Belfort, obwohl historisch zum Sundgau und damit zum Oberelsass gehörig, nicht wie das übrige Elsass und Teile Lothringens vom Deutschen Reich annektiert. Der aus dem Elsass stammende, vormalige französische Beamte Ferdinand Eckbrecht von Dürckheim-Montmartin gibt bezüglich der Nichtabtretung Belforts die ihm gegenüber nach 1871 gemachte Äußerung des preußischen Feldmarschalls Graf Moltke (1800–1891) wieder: „Auf die Festung haben wir verzichtet, weil der Sieger im Siege Mäßigkeit an den Tag legen muß.“
Der Hauptgrund war jedoch weniger die Generosität der Sieger, sondern lag in primär außenpolitischen Gründen. Otto von Bismarck wollte im Gegensatz zu den preußischen Militärs eine Grenzziehung, die sich im Wesentlichen an der Sprachgrenze orientierte. Dieser Verlauf entlang der Sprachgrenze sollte die internationale Akzeptanz der neuen Grenzziehung erhöhen und französischen Revisionswünschen entgegenwirken. Im Falle von Belfort konnte sich Bismarck durchsetzen, im Gegenzug akzeptierte er die wehrgeographisch motivierte Forderung der preußischen Militärs nach der Annexion auch französischsprachiger Teile Nordlothringens (Gebiet um Metz).
Der Verlauf der neuen deutsch-französische Staatsgrenze im südlichen Elsass orientierte sich im Wesentlichen an der deutsch-französischen Sprachgrenze. Die einzige Abweichung der Sprach- von der Staatsgrenze stellten drei Ortschaften im Umfeld des Ortes Montreux-Vieux (dt. Altmünsterol) dar. Dieser Grenzvorsprung ergab sich aus dem Verlauf der Eisenbahnstrecke und der Lage des Grenzbahnhofes Altmünsterol. Das aus dem abgetrennten Südteil des Sundgaues entstandene neue französische Département erhielt die Bezeichnung Territoire de Belfort. Es umfasste ausschließlich französischsprachige Orte. Sein Verwaltungszentrum wurde die Stadt Belfort.
Wahrzeichen der Stadt ist der aus gehauenen Sandsteinquadern gebildete monumentale Löwe von Belfort des Bildhauers Frédéric-Auguste Bartholdi aus den Jahren 1875/80, der an die Belagerung von 1870/71 erinnert.
In der Folgezeit wuchs die bisher im Schatten der Festung gelegene Stadt durch Industrialisierung rasch an, es entstanden die Vorstädte (faubourgs) und die klassizistische Bebauung am Ufer der Savoureuse.

### 20. Jahrhundert
Nach der deutschen Niederlage im Ersten Weltkrieg wurde Elsass-Lothringen wieder französisch, Belfort blieb aber weiter der Franche-Comté zugeordnet. Erst am 11. März 1922 wurde Belfort ein eigenes Département unter dem Namen Territoire de Belfort mit der Ordnungszahl 90.
Am 10. Mai 1940 begann der Westfeldzug, in dem die Wehrmacht innerhalb weniger Wochen Paris und große  Teile Frankreichs besetzte. An der raschen Eroberung von Belfort – ab dem 18. Juni 1940 – war der spätere General Walther Wenck unter General Heinz Guderian beteiligt. Die Kollaborateure des Vichy-Regimes flüchteten nach der Landung der Alliierten in der Normandie und in Südfrankreich am 17. August 1944 von Paris nach Belfort. Am 6. September 1944 war ihnen auch dieser Aufenthaltsort nicht mehr sicher genug und sie flüchteten nach Nazi-Deutschland. Nach fünftägigen Kämpfen wurde Belfort am 25. November 1944 von der 1. Französischen Armee befreit.
Heute gehört das Territoire de Belfort mit seiner Hauptstadt Belfort zur Region Bourgogne-Franche-Comté.

### Bevölkerungsentwicklung
| Jahr | Einwohner | Anmerkungen                                                     |
| ---- | --------- | --------------------------------------------------------------- |
| 1780 | –         | 520 Feuerstellen (Haushaltungen)                                |
| 1824 | 4738      | davon 4194 Katholiken, 17 Protestanten, 52 Täufer und 475 Juden |
| 1852 | ≈ 6000    | [ 9 ]                                                           |
| 1906 | 34.649    | [ 10 ]                                                          |

| Jahr                       | 1962   | 1968   | 1975   | 1982   | 1990   | 1999   | 2006   | 2017   |
| Einwohner                  | 48.070 | 53.214 | 54.615 | 51.206 | 50.125 | 50.417 | 50.863 | 47.656 |
| Quellen: Cassini und INSEE |        |        |        |        |        |        |        |        |

## Kultur und Sehenswürdigkeiten

### Weltliche Bauwerke
- Die Zitadelle (La Citadelle), ein 1687 begonnenes und 1703 vollendetes Festungswerk der Baumeister Gaspard de la Suze, Vauban und Général Haxo, verantwortlich für den Umbau ab 1817, mit 1872 von privater Seite gegründeten Kunst- und Stadthistorischem Museum in der Kaserne und Aussichtsplattform
- Rathaus am Place d’Armes (1724 vom Ingenieur Mareschal als Stadtpalais für François Noblat erbaut; 1784 von der Bürgerschaft Belforts aufgekauft; 1789 umgebaut unter Jean-Baptiste Kléber nach Plänen von Pierre Valentin Boudhor, bemerkenswertes Treppenhaus, Ehrensaal (1810) von Kléber mit Gemälden zur Geschichte Belforts, Fassade ebenfalls von Kléber)
- Place de la République mit dem 1913 aufgestellten Bartholdi-Denkmal des Trois Sièges (französisch: die drei Belagerungen) zur Erinnerung an die Belagerungen von 1813/1814, 1815 und 1870 und mit einigen markanten Bauten
- Markthalle (1905 eröffnet)
- L’Étang des Forges (See mit Rundwanderweg) mit darüberliegendem La Tour de la Miotte, Turm eines Forts von 1830
- Breisacher Tor (Porte de Brisach, 1687 von Vauban erbaut), nordöstlich der Altstadt gelegen, auf dem Frontgiebel das Emblem des Sonnenkönigs Ludwig XIV.
- Fassadenmalerei in Fresko-Technik, 47 berühmte Personen auf einer Fläche von 403 Quadratmetern, dargestellt von Ernest Pignon-Ernest (* 1942)
- Kunstmuseum Donation Maurice Jardot mit mehr als 100 Gemälden bedeutender Künstler, 1997 von Jardot der Stadt Belfort vermacht, gleichzeitig eine Hommage an Daniel-Henry Kahnweiler, einem bekannten Kunsthändler, dessen Mitarbeiter Jardot 20 Jahre lang war
- Maison du Peuple (Volkshaus), aus Stahlbeton konstruiert, 1933 eingeweiht, mit Dekoration im Stil des art déco
- Die ehemalige Maschinenhalle der Textilfabrik DMC. Sie wurde 1878 in Paris zur Weltausstellung gebaut vom Architekten Léopold Amédée Hardy und dem Ingenieur Henri de Dion, 1879 von DMC gekauft, abgebaut und in Belfort wieder aufgebaut. Sie steht am westlichen Rand des Étang Bull im Industriepark Techn’Hom.[11]

### Sakralbauten
- Die Kathedrale Saint-Christophe de Belfort des Bistums Belfort-Montbéliard wurde zwischen 1727 und 1752 aus Vogesen-Sandstein am Place d’Armes erbaut, in der Zeit der Französischen Revolution zum „Tempel der Vernunft“ erklärt und mit der Errichtung des Bistums Belfort-Montbéliard im Jahr 1979 zur Kathedrale erhoben. Ihre Orgel (1752) von Johann Baptist Waltrin gestaltete Callinet im 19. Jahrhundert um, bevor sie 1966 von Schwenkedel renoviert wurde. Nennenswert sind zwei Gemälde von Gustave Dauphin (1830 und 1843).
- Synagoge, erbaut 1857
- Kirche Sainte-Jeanne-Antide
- Kirche Sainte-Jeanne-d’Arc
- Kirche Sainte-Odile
- Orthodoxe Kirche Sainte-Résurrection-du-Christ
- Kirche Sainte-Thérèse-de-l’Enfant-Jésus
- Kirche Saint-Joseph
- Kirche Saint-Louis
- Evangelische Kirche Saint-Jean
- Kapelle Saint-François in der rue de la Paix
- ehemalige Kirche Notre-Dame-des-Anges (heute Gymnasium)

Sakralbauten in Belfort
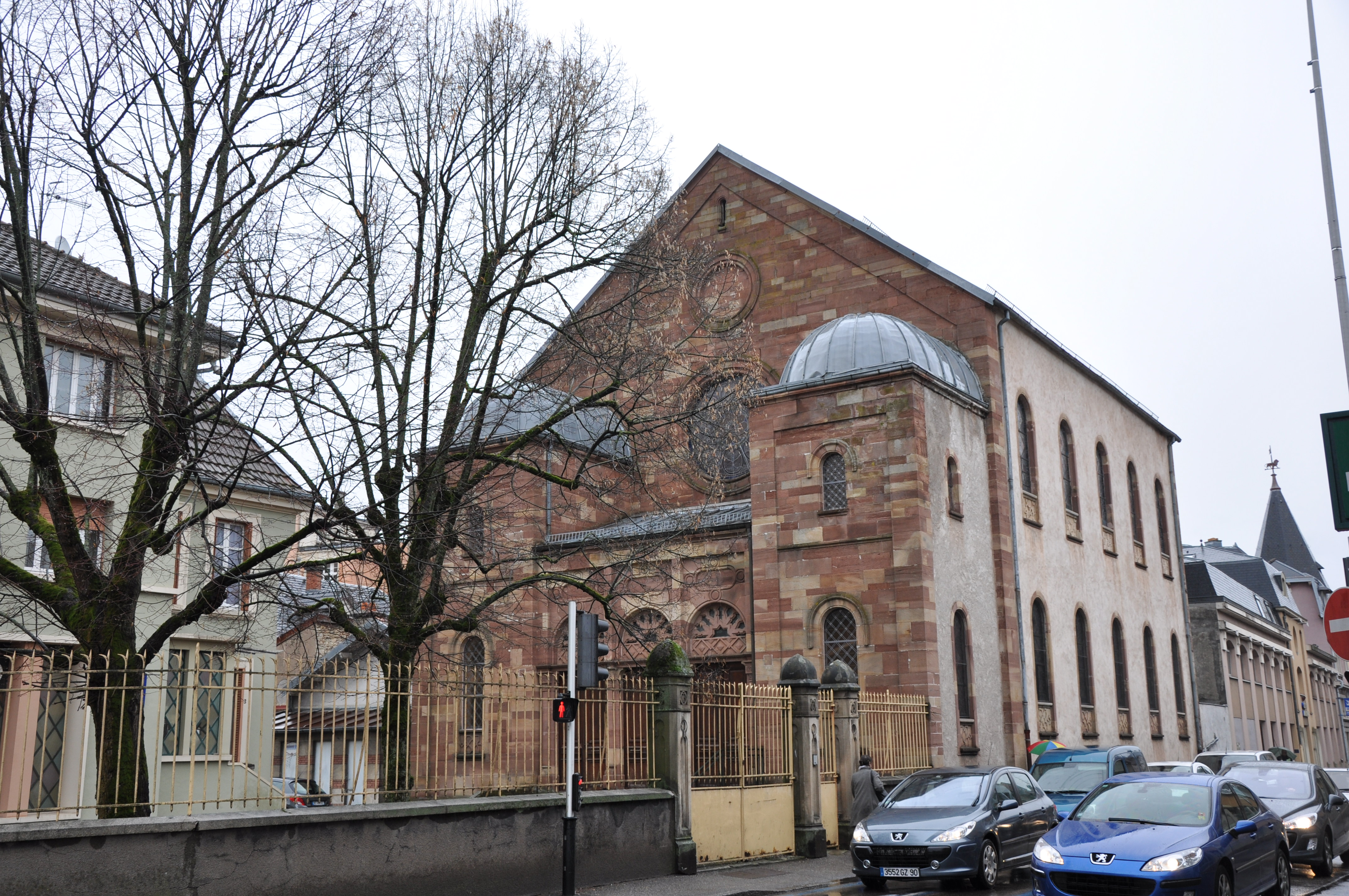
Synagoge
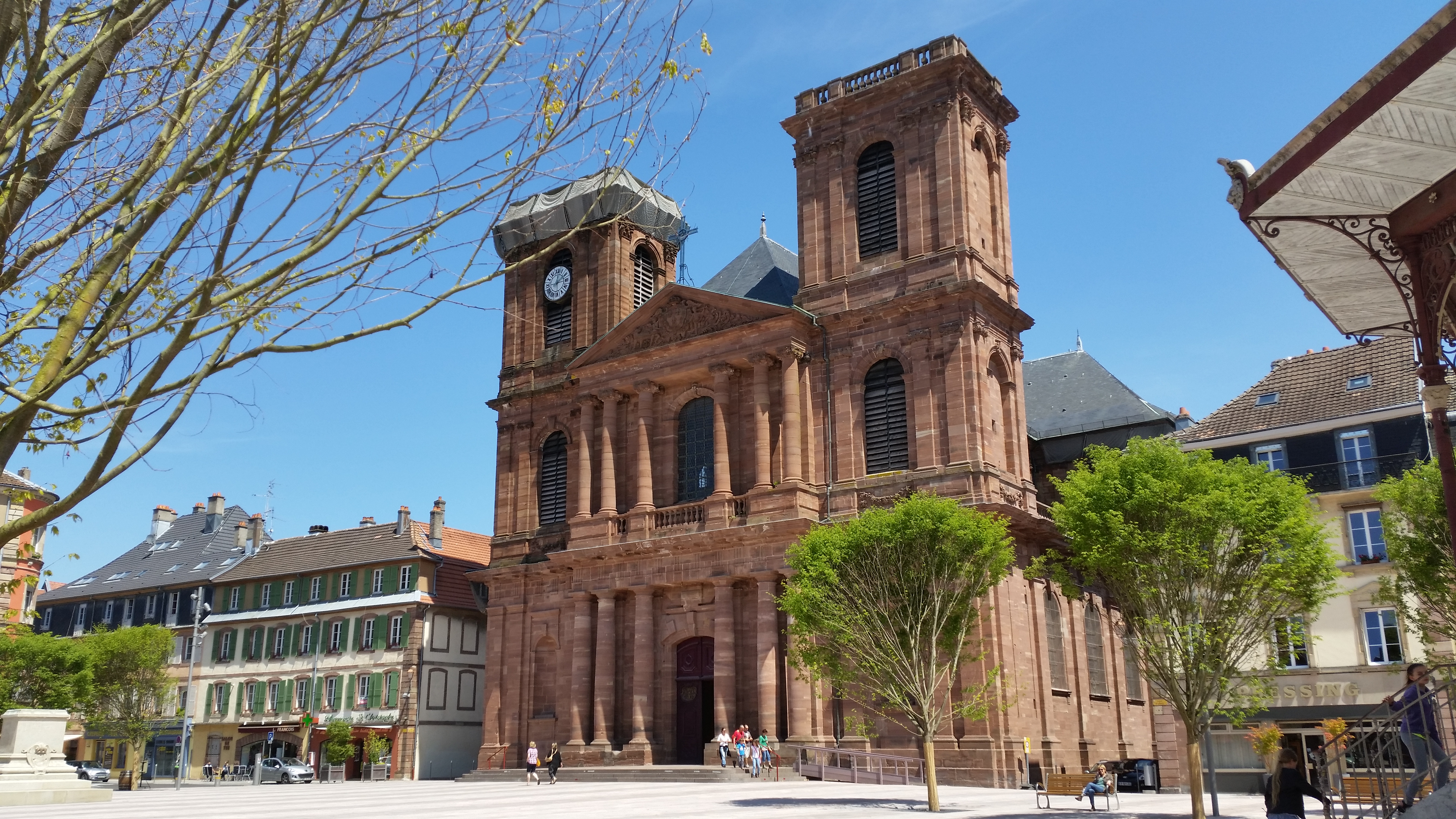
Kathedrale Saint-Christophe
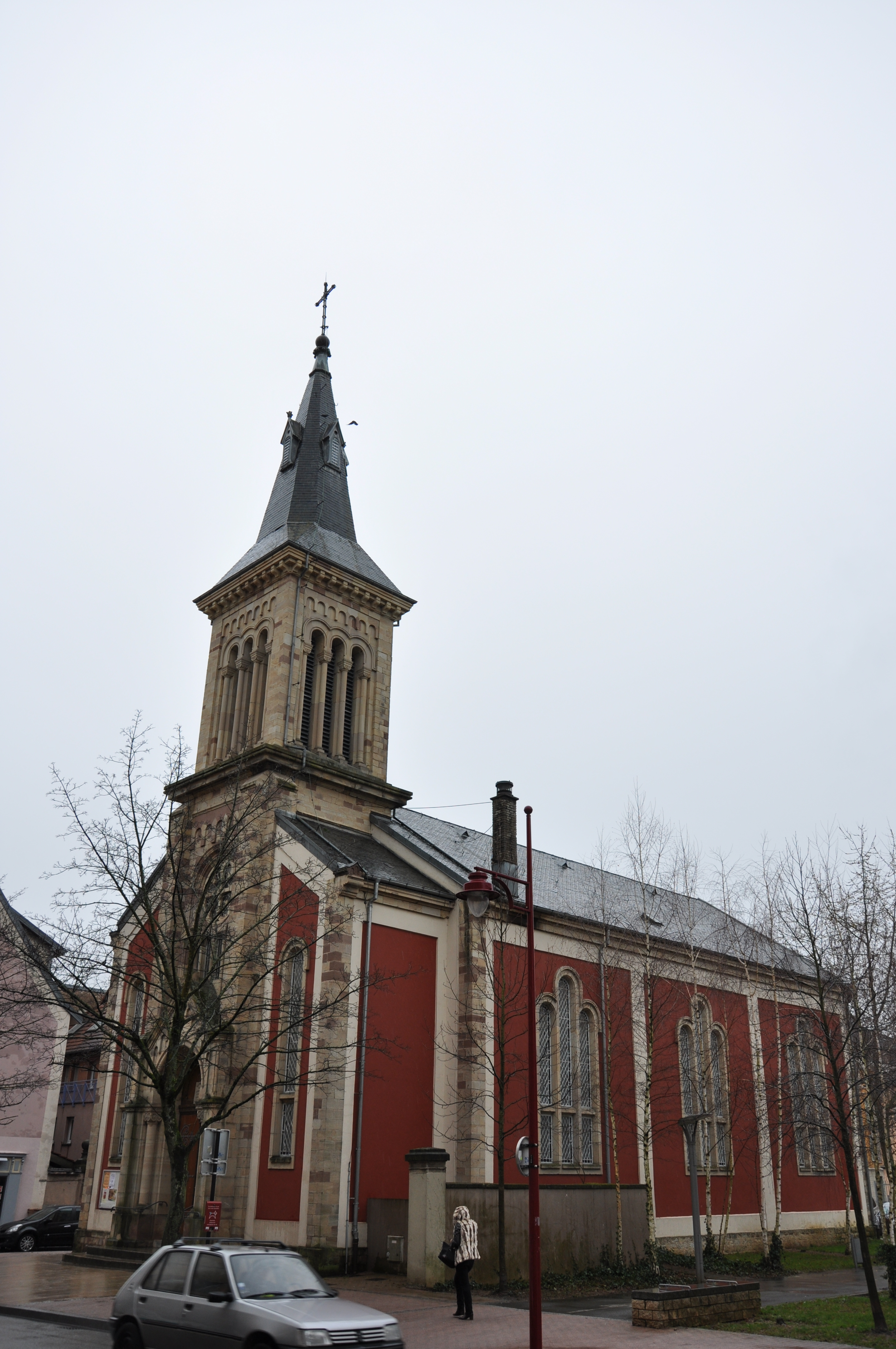
Protestantische Kirche Saint-Jean
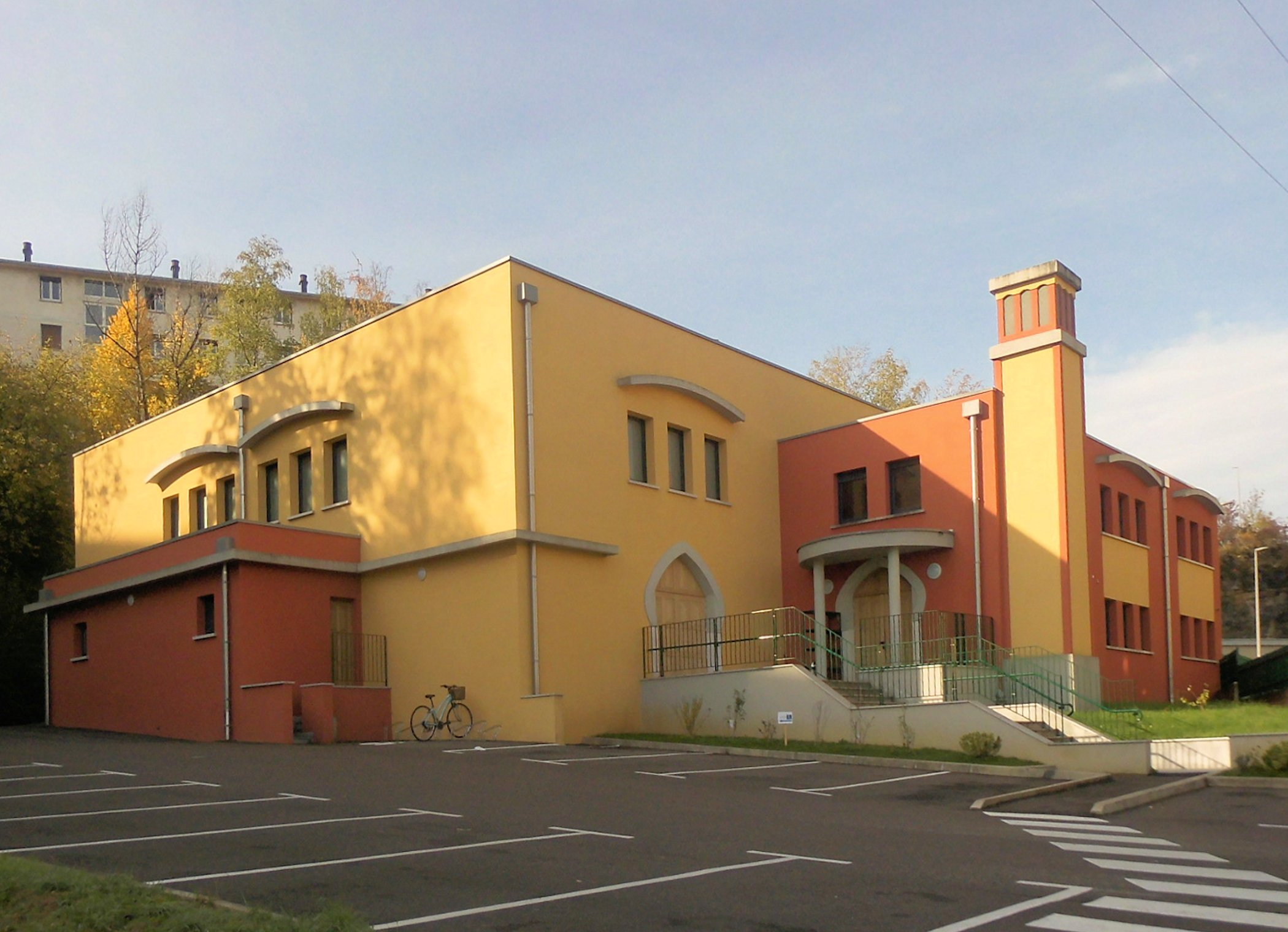
Bergmoschee
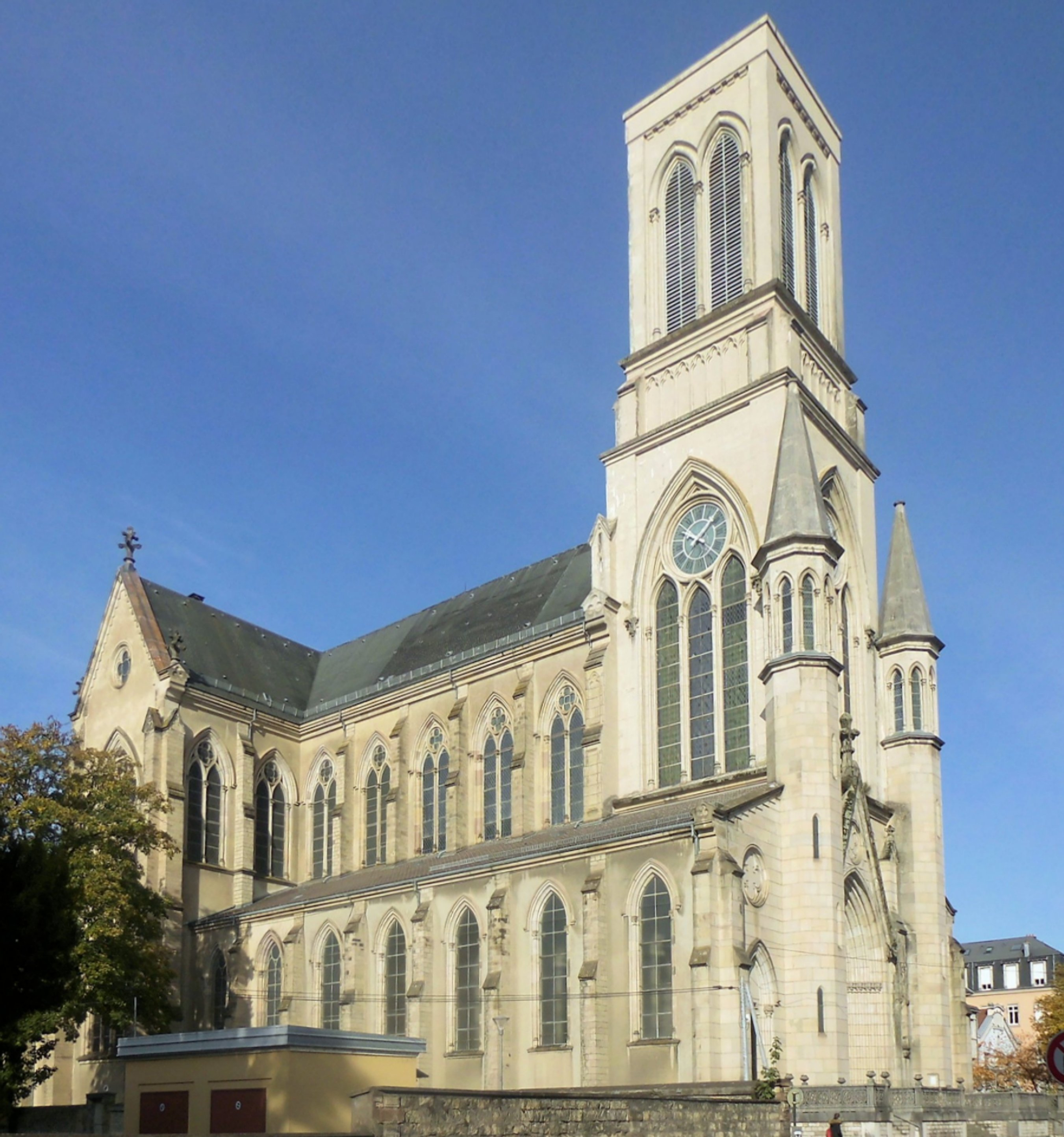
Kirche Saint-Joseph
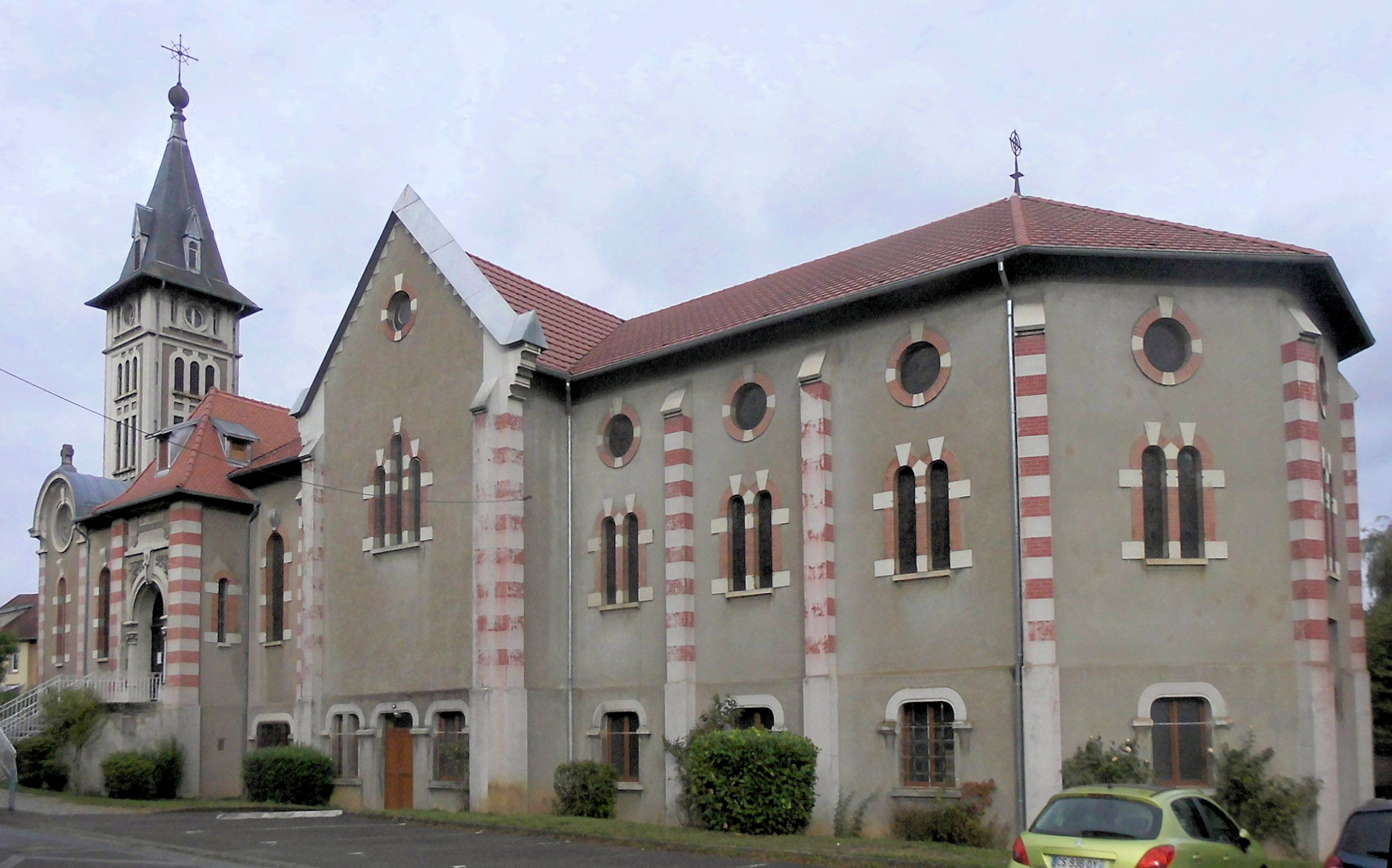
Kirche Sainte-Odile
Kirche Sainte-Thérèse

### Denkmäler
Der Löwe von Belfort (22 Meter lang, 11 Meter hoch) aus Vogesen-Sandstein ist ein Werk von Auguste Bartholdi (1834–1904).
Das Denkmal Quand Même (1884) von Antonin Mercié am Place d’Armes stellt eine Elsässerin während der Belagerung von 1870/71 dar, die einen sterbenden Soldaten in ihren Armen hält.

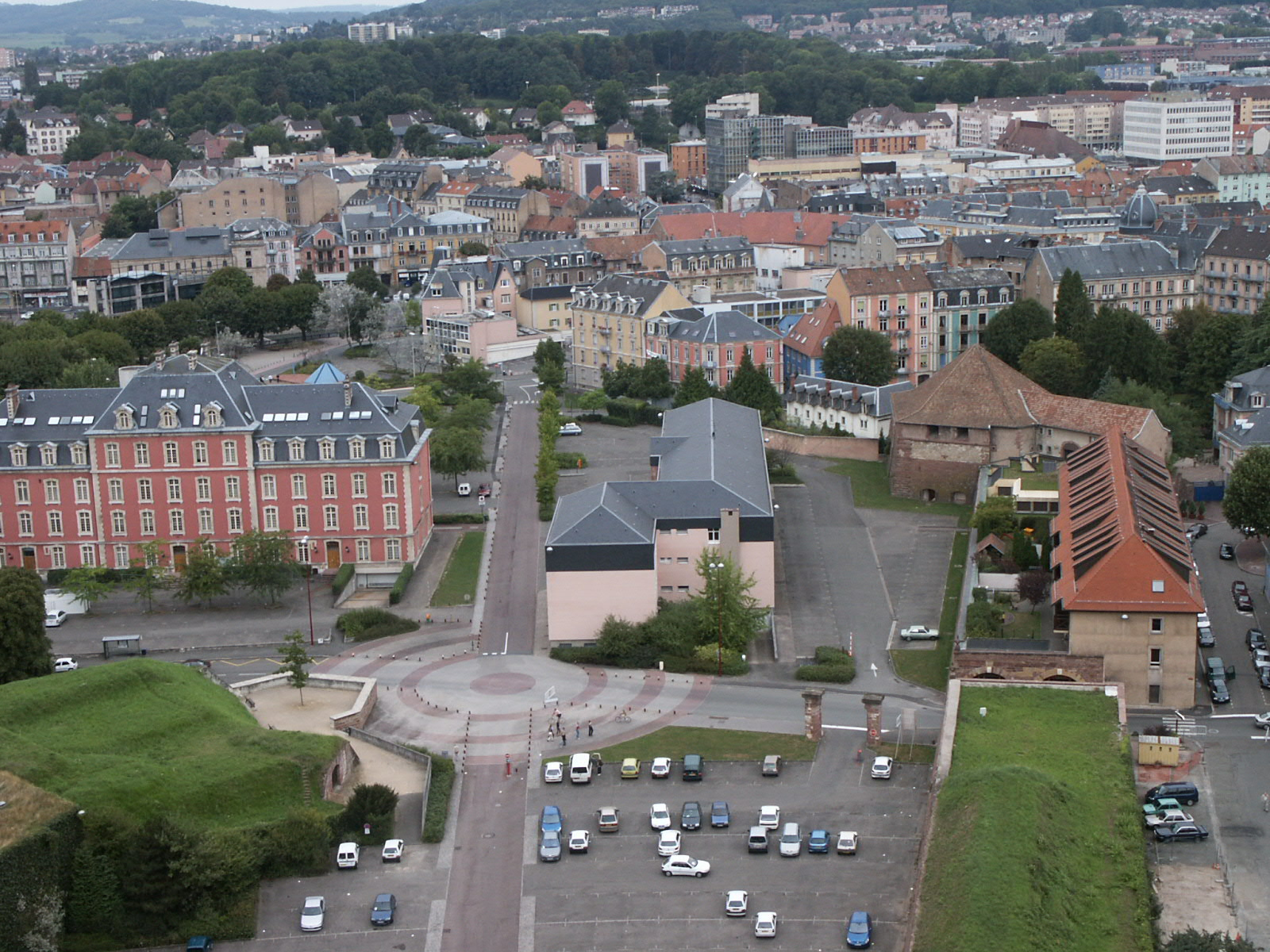
Belfort; links das Departementhaus, eine ehemalige Pionier- und Artilleriekaserne
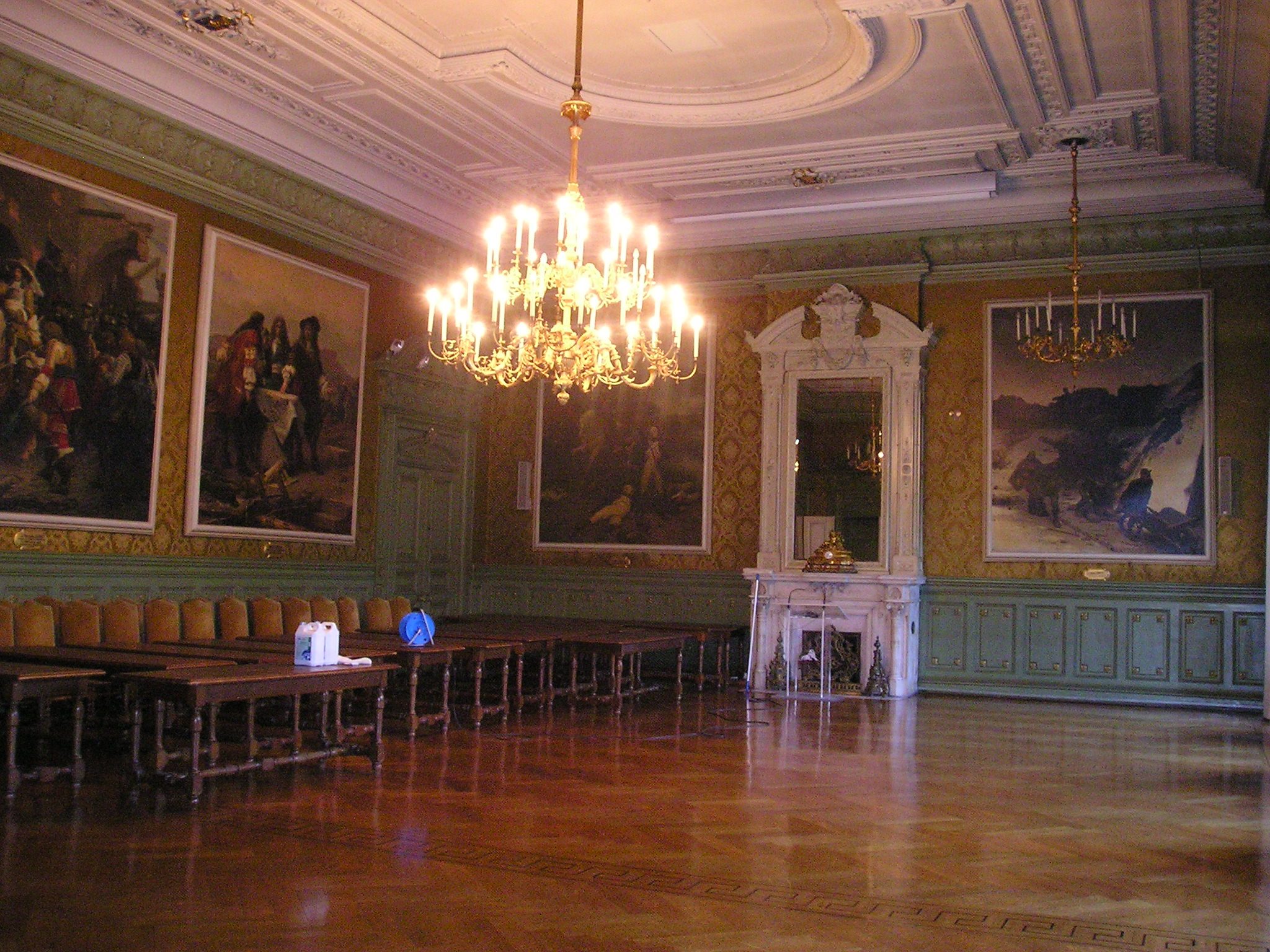
Belfort, Ehrensaal im Rathaus
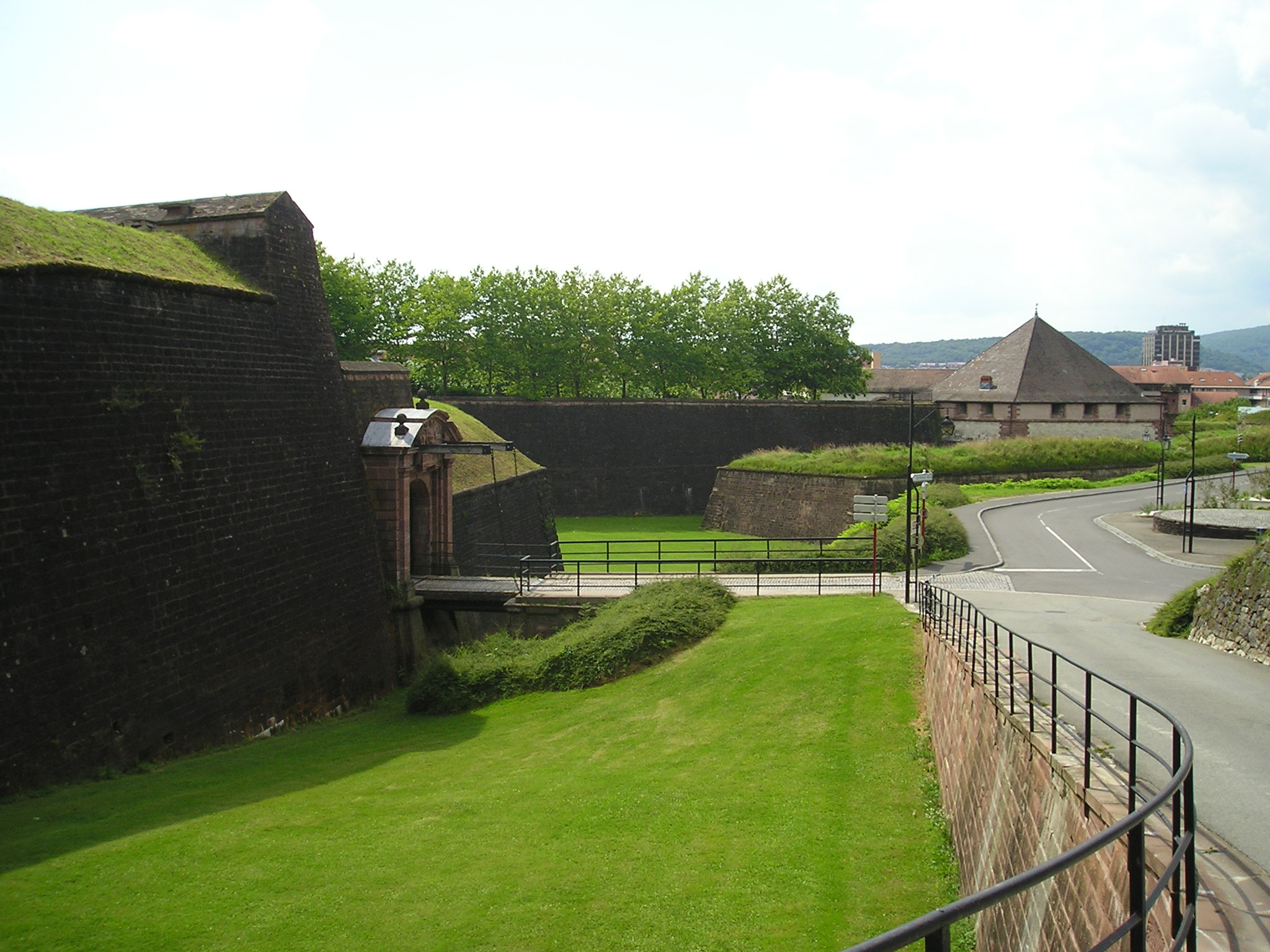
Das Breisacher Tor

## Regelmäßige Veranstaltungen
Jeden ersten Sonntag von März bis Dezember stellen in der Altstadt von Belfort seit 1966 rund 200 Antiquitätenhändler aus.
Seit 1983 findet jedes Jahr am Pfingstwochenende das Festival international de musique universitaire statt. Musikgruppen und Chöre aus Bildungseinrichtungen aus aller Welt treten auf zahlreichen Bühnen bei diesem für die Besucher kostenlosen Festival auf, das in der Altstadt von Belfort stattfindet.
Jährlich (November/Dezember) wird dort das internationale Filmfestival Entre Vue veranstaltet. Bei seiner Gründung 1969 hieß es noch Festival des jeunes auteurs de Belfort, bis zu seiner Neugründung 1986.
Am Lac du Malsaucy, wenige Kilometer nordwestlich von Belfort, findet alljährlich im Juli eines der größten Rockmusikfestivals in Frankreich statt, Les Eurockéennes de Belfort.

## Wirtschaft und Infrastruktur
Belfort besitzt einen Bahnhof an der Bahnstrecke Paris–Mulhouse, dieser ist auch Knotenpunkt der hier endenden Bahnstrecke Dole–Besançon–Belfort und der Bahnstrecke (Delémont–)Delle–Belfort. Seit Inbetriebnahme der LGV Rhin-Rhône ist Belfort mit dem neuen Bahnhof Belfort-Montbéliard TGV ans Hochgeschwindigkeitsnetz angeschlossen. Sieben Kilometer nördlich liegt der Flugplatz Belfort-Chaux. Zwischen 1914 und 1986 gab es noch den Flughafen Belfort-Fontaine, 15 km östlich von Belfort. Er wurde im Ersten Weltkrieg als Militärflughafen gebaut, nach dem Zweiten Weltkrieg nutzte ihn die NATO. Bis 1986 diente er als innerfranzösischer Flughafen, seither wird er von Industrie- und Logistik-Unternehmen genutzt.
Die Wirtschaft der Stadt ist geprägt von der Herstellung von Kraftwerksanlagen, hauptsächlich durch die Firma General Electric. Neben der Elektro- und Elektronikindustrie ist die Textil- und Maschinenbauindustrie vertreten; so werden bei Alstom die TGV-Züge sowie Lokomotiven gebaut.
Infolge eines stark schrumpfenden europäischen Marktes für Kraftwerksanlagen und damit verbundener wirtschaftlicher Schwierigkeiten von Alstom nahm die Zahl der Beschäftigten auf dem Alstom-Gelände in den von ursprünglich 18.000 auf unter 6.000 ab. Dies hatte große wirtschaftliche Probleme in der Stadt und der Region zur Folge. Nach 138 Jahren kündigte Alstom im September 2016 an, sein Stammwerk in Belfort 2018 zu schließen. Der Niedergang des Werks wurde als symptomatisch für den industriellen Rückgang in Frankreich gesehen. Aufgrund der symbolischen Bedeutung des Standorts und der wirtschaftlichen Auswirkungen auf die Region intervenierte die französische Regierung. Am 4. Oktober 2016 verkündete Premierminister Manuel Valls, dass das Alstom-Werk durch einen staatlichen Auftrag gerettet werden könne: Der französische Staat bestellte 21 TGVs und 20 Diesellokomotiven. Auch das Turbinengeschäft, seit 2000 im Besitz von General Electric, leidet unter der Auftragsflaute für Großturbinen seit 2008. Nachdem GE gedroht hatte, den Standort Belfort zu schließen, kündigte Präsident Macron 2021 an, 6 neue EPR Reaktoren zu bauen, die mit GE Turbinen ausgerüstet werden sollen. Am 1. Dezember 2023 übernahm EDF die Sparte nukleare Kraftwerksanlagen von General Electric.
Die Technische Universität Belfort-Montbéliard gehört zu den besten Universitäten Frankreichs. Sie bildet zusammen mit den Universitäten von Compiègne und Troyes ein Netzwerk französischer technischer Universitäten.

### Alstom und TGV
Die Geschichte der TGV Züge ist eng mit Belfort verbunden. Entwickelt wurden sie von Alstom (vormals GEC-Alsthom) in Belfort ab 1966, der erste Prototyp ging 1972 in Betrieb. Mit dem Beginn der Bauarbeiten der Linie Paris-Lyon 1978 ging der Zug in Serie. Die Testfahrten wurden im nahen Elsass zwischen Straßburg und Sélestat ausgeführt. Auch die folgenden Generationen des TGVs wurden in Belfort entwickelt und gebaut, insbesondere die Triebköpfe. Im Jahr 2000 kaufte die Stadt Belfort den ersten Prototyp TGV 001, restaurierte ihn und stellte ihn an der Autobahn aus. Erst seit 2011 ist Belfort selbst an das TGV Netz angeschlossen, vorher wurden die Züge mit Diesel-Lokomotiven abgeschleppt.

### DMC/Bull
DMC (Dollfus-Mieg et Compagnie) ist eine Textilfirma in Mülhausen, gegründet 1746 von der Familie Dollfus. Nach dem Deutsch-Französischen Krieg eröffnete DMC 1874 eine neue Produktion in Belfort. 1959 wurde die Fabrik in Belfort geschlossen, das Werk wurde 1960 an die Compagnie des Machines Bull (später Bull) verkauft. Bull baute in Belfort eine feinmechanische und elektronische Produktion auf. Es wurden Lochkartengeräte, Drucker, Magnetbandlaufwerke und Plattenspeicher hergestellt. 1992 stellte Bull die Produktion in Belfort ein. Die Gebäude wurden Teil des Industrieparks Techn’Hom und beherbergen kleine und mittlere Firmen aus den Bereichen Technologie und Services.

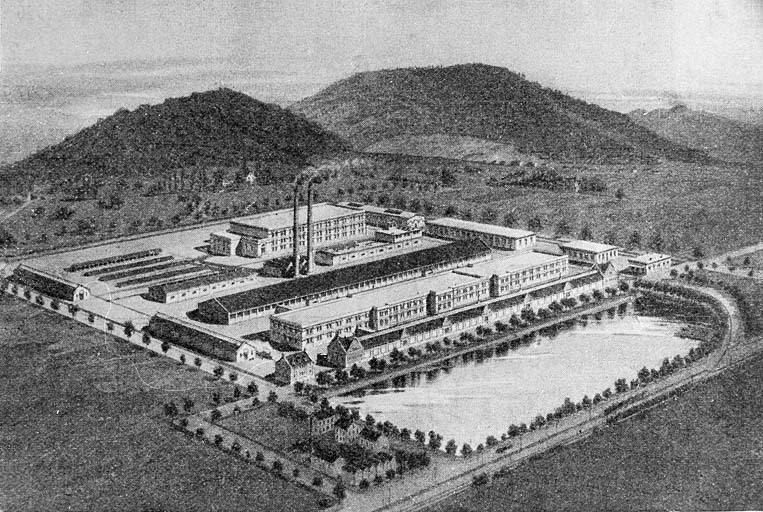
Die Textilfabrik DMC in Belfort um 1927

## Partnerstädte
- Delémont, Schweiz
- Leonberg, Deutschland
- Saporischschja, Ukraine
- Stafford, Vereinigtes Königreich

## Persönlichkeiten
- Amédée Willot (1755–1823), General und Politiker
- François-Joseph Heim (1787–1865), Maler und Hochschullehrer
- Gustave Dauphin (1804–1859), Maler
- Jules Brunet (1838–1911), Offizier und General
- Paul Adolphe Kauffmann (1849–1940), Maler und Illustrator
- Léon Deubel (1879–1913), Lyriker
- Georges Walser (1883–1943), Offizier, Flottillenadmiral
- Gaston Zeller (1890–1960), Historiker, Hochschullehrer
- Marcel-Edmond Naegelen (1892–1978), Politiker
- Jean Rapenne (1901–1952), Kolonialbeamter
- Lucien Moraweck (1901–1973), Filmkomponist
- Étienne Mattler (1905–1986), Fußballspieler
- Paul Koepfler (1921–1943), Fluchthelfer für Juden und politisch Verfolgte[26]
- Bernard Gantner (1928–2018), Maler
- Louis Outhier (1930–2021), Koch
- Claude Bourquard (1937–2011), Fechter
- Jean-Pierre Chevènement (* 1939), Politiker, Bürgermeister der Stadt und Minister
- Fernand Etter (1941–1997), Radrennfahrer
- Alain Gerber (* 1943), Autor und Jazzkritiker
- Gérard Grisey (1946–1998), Komponist
- Marie-Noëlle Lienemann (* 1951), Politikerin
- Jean-Luc Cappozzo (* 1954), Jazz- und Improvisationsmusiker
- Jean-Paul Hosotte (* 1955), Radrennfahrer
- Patrick Hosotte (* 1957), Radrennfahrer
- Cesare Cipollini (1958–2023), italienischer Radprofi
- Michel Godard (* 1960), Jazzmusiker
- Thierry Grass (* 1960), Sprachwissenschaftler und Terminologe, Hochschullehrer
- Philippe Heberlé (* 1963), Sportschütze
- Pierre Jean Schoen (* 1967), Organist
- Jean-Sébastien Steyer (* 1972), Paläontologe
- Céline Bonacina (* 1975), Jazzmusikerin
- Philippe Bussonnet (* ≈1976), Fusionmusiker
- Olivier Schoenfelder (* 1977), Eiskunstläufer
- Tahar Rahim (* 1981), Schauspieler
- Johanne Morant (* 1986), Eishockeyspieler
- Frédéric Brun (* 1988), Radrennfahrer
- Dimitri Liénard (* 1988), Fußballspieler
- Bastien Poirrier (* 1988), Skilangläufer
- Saype (* 1989), französisch-schweizerischer Künstler
- Boris Moltenis (* 1999), Fußballspieler